# Todd Shell
Todd Shell (Mesa, 24 giugno 1962) è un ex giocatore di football americano statunitense che ha militato nel ruolo di linebacker nella National Football League (NFL).

## Carriera
Al college Shell giocò a football alla Brigham Young University. Fu scelto come ventiquattresimo assoluto nel Draft NFL 1984 dai San Francisco 49ers. Nella sua stagione da rookie mise a segno 3 intercetti (di cui uno ritornato in touchdown) e 2 sack disputando tutte le 16 partite della stagione regolare e a fine anno vinse il Super Bowl XIX contro i Miami Dolphins. Si ritirò dopo la stagione 1988.

## Palmarès
- Super Bowl : 1

San Francisco 49ers: XIX
- National Football Conference Championship: 1

San Francisco 49ers: 1984